# Jacques Lombard
 (avril 2019).
 (août 2022).
Si vous disposez d'ouvrages ou d'articles de référence ou si vous connaissez des sites web de qualité traitant du thème abordé ici, merci de compléter l'article en donnant les références utiles à sa vérifiabilité et en les liant à la section « Notes et références ».
Pour les articles homonymes, voir Lombard.
Jacques Lombard est un anthropologue et cinéaste français (Institut de recherche pour le développement, ex-Orstom), spécialisé dans l'étude de Madagascar et du pays lobi au Burkina Faso.
Ses travaux les plus récents portent sur la place de l'image dans la recherche en sciences sociales (construction des faits et écriture de l'anthropologie) notamment à travers l'étude comparative des phénomènes religieux et sur l'approche des notions d'imaginaire partagé et de « sujet social ».

## Carrière
- Responsable de l'équipe CNRS « Océan Indien » du Laboratoire Cedrasemi (EHESS-CNRS), 1974 à 1978
- Chargé de conférences à l'école des hautes études en sciences sociales, 1979.
- Secrétaire scientifique du Comité technique d'anthropologie de l'ORSTOM de 1978 à 1983
- Responsable de deux unités de recherche :

« Les dynamiques internes du développement » puis,
« Les composantes historiques et culturelles du développement économique », réunissant des chercheurs de l’ORSTOM, du CNRS, de l'EHESS et des Universités, 1983-1993.
- Responsable de l'Atelier d’anthropologie visuelle à l’ORSTOM, 1989-1994
- Initiateur et animateur d'une commission pour la participation de l'ORSTOM au Colloque national sur la recherche, 1981-1983
- Responsable (pour la partie française) d'un programme de coopération scientifique et d'une expérience de partenariat à Madagascar (ministère de la Recherche, université de Tananarive et de Tuléar), 1983-1992.
- Responsable (en coll avec Michèle Fiéloux) du Colloque international « Images et recherche en sciences sociales » Ouagadougou,CNRST/ORSTOM, 1990
- Membre du GDR, « Art et anthropologie », CNRS/EHESS (B. Derlon), 1999-1985
- Expert(Madagascar) pour la Mission de préfiguration du Musée de l'Homme, des arts et des civilisations, 1998.
- Rédacteur en chef de la Revue Xoana, « Images et sciences sociales », Éditions J-M Place, 1996-2002[1]
- Coresponsable (avec M. Fiéloux et J.-C. Penrad d'un séminaire de l'EHESS consacré à « L'image, le religieux et l'intime », 1999-2005.
- Membre de l'UR 107 de l'IRD (Marie-José Jolivet) : « Constructions identitaires et mondialisations, religions transnationales et conversions identitaires », 2000-2007.
- Membre du conseil d'administration de l'IRD, 2000-2006.
- Responsable des « Regards comparés Madagascar », octobre 2003 à Paris et avril 2004 à Tananarive.
- Membre du Comité de rédaction de la revue « L'autre, Cliniques, Cultures et Sociétés » depuis 2000.

## Ouvrages
- Le Royaume Sakalava du Menabe : essai d'analyse d'un système politique à Madagascar aux XVIIe-XXe
- Élevage et société : étude des transformations socio-économiques dans le Sud-ouest malgache, en collaboration avec Michèle Fiéloux, MRSTD-ORSTOM, Tananarive, 1987
- Les Mémoires de Binduté Da avec Michèle Fiéloux, collab[2].
- Anthropologie visuelle 4, Éditions de l’École des hautes études en sciences sociales, Paris, 1998
- Éditeur scientifique du Guide encyclopédique de Madagascar, Gallimard, 1999
- Images d'Afrique et sciences sociales : les pays lobi, birifor, et dagara, avec Michèle Fiéloux et Jeanne-Marie Kambou-Ferrand (dir.), Paris, Karthala / Orstom, 1993
- L'art funéraire sakalava à Madagascar, avec Sophie Goedefroit, Andol Biro éditeur, 2007

## Filmographie
- 1969 : Bilo
- 1969 : Lalao Fahiny
- 1970 : Fomba Malagasy, coutumes malgaches
- 1980 : Fitampoha ou le Bain des reliques des anciens rois du Menabe
- 1985 : Sarodrano, vidéo U-Matic, couleurs.
- 1986 : Omby
- 1987 : Histoire d'une femme ou la Maladie du bilo. Ce film fait partie d’une série de documents audiovisuels réalisés dans le cadre d’une recherche pluridisciplinaire sur les transformations des sociétés d’éleveurs du sud-ouest malgache (1985-1988). Un rituel thérapeutique au cours duquel le mal objectivé est transféré dans le corps d’un bœuf choisi par la patiente.
- 1988 : Le Départ du taureau
- 1988 : Le Divorce d'un tireur de pousse. Ce film traite de l'histoire d’un tireur de pousse contraint de quitter son village du Sud pour trouver l’argent nécessaire à la reconstitution du troupeau familial décimé au moment des funérailles de son grand-père paternel ; analyse du processus d’ancestralisation avec l’édification d’un tombeau comme étape fondamentale. Premier prix au Festival de Royan 1989. Diffusé en 1990 par TF1, émission Sirocco. Présenté au Colloque de Tuléar 1988; au Troisième Atelier international d'Anthropologie visuelle de Marseille 1991; dans le cadre de la manifestation « Regards comparés » du Comité du Film Ethnographique consacrée aux documentaires sur Madagascar 2003.
- 1989 : Aloalo
- 1990 : Les Mémoires de Bindute Da. Ce film réalisé dans le cadre d’une recherche comparée sur les rites funéraires présente à travers l’histoire particulière d’un individu le rituel des secondes funérailles lobi (Burkina Faso) et donc les principes de construction d’un ancêtre dans une société où malgré l’émergence actuelle d’un pluralisme religieux le culte des ancêtres reste encore largement dominant. Il reçoit de nombreux prix comme le Premier prix du Royal Anthropological Institute de Manchester en 1990 ; le Grand Prix du Festival du film sociologique et ethnographique de Saintes de 1990 et des mentions spéciales « pour sa contribution au cinéma anthropologique » au festival du film scientifique de Palaiseau[3]. A également été sélectionné par le Festival du Réel (1990), Le Festival dei popoli (Florence, 1990), le festival du court-métrage à Clermont-Ferrand (1991), la 12ème conférence du film ethnographique d’Oslo (1991), le Fespaco à Ouagadougou (1993), Le Musée d’ethnographie d’Osaka au Japon (2003), le festival du film ethnographique de Taïwan (2005), le mois du documentaire en  France (2007). Il a été diffusé par la Sept et par FR3 en 1990, par le Musée de la Villette (Cinéma Louis Lumière), par le service Intermédia du Ministère des Affaires Étrangères en 1991, par la RTBF  (Radio Télévision Belge) et par Arte en 1992, en 1993 par Planète des Hommes, cycle de films documentaires, organisé par J.P. Colleyn au Centre G. Pompidou. Ce film a fait l’objet de nombreuses présentations dans des séminaires et colloques. Un ouvrage intitulé Les Mémoires de Binduté Da (1998), publié par l’EHESS dans la collection Anthropologie Visuelle dirigée par Marc Augé et Jean-Paul Colleyn, est consacré à l’étude de la construction du film et au rite funéraire.
- 1991 : Le Prince charmant est un film réalisé dans le cadre d’une recherche sur les cultes de possession en milieu urbain traitant « de l'itinéraire initiatique, à la fois singulier et stéréotypé qui précède et induit l'installation d'une personne dans son statut de possédé »[4]. Il obtient une mention au Festival de Ronda en Espagne en 1992 et le deuxième prix au Festival international de Nuoro en Sardaigne (1996) consacré à Magie et Médecine. Ce film a été présenté dans de nombreux séminaires de recherche sur la possession et sur l’écriture cinématographique.
- 1994 : Houssen, martyr de Kerbela
- 2006 : Le Voyage de Sib[5]. Sib Tadjalté, devin et guérisseur, originaire du pays lobi au Burkina Faso a été invité à reconstruire son autel lignager original à l’aide de copies de ses différents éléments, à côté d'une soixantaine d’autels du monde entier dans le cadre de l'exposition inaugurale "Les autels du monde. De l'art pour s'agenouiller" organisée à Düsseldorf en septembre 2001 par le musée d'art contemporain. Ce film est le récit de notre rencontre avec Sib qui se développe à travers sa découverte de l'Europe, des autres autels présents dans l’exposition, des regards différents posés sur son propre autel transformé à cette occasion en "objet d'art" et qui va prendre place de cette manière dans un marché mondial. Sélectionné au Bilan du Film ethnographique de 2006[6] ; au Festival du film ethnographique de Belgrade 2007 et pour Le Mois du documentaire en France. ENS Lyon.
- 2007 : Pourquoi tu pleures ? Une séance de possession consacrée à la résolution d’un conflit intra-familial. Madagascar[7].

Ce film a été présenté dans le cadre de plusieurs séminaires de recherche en 2007 consacré à l’étude des phénomènes de possession ainsi qu’à l’écriture cinématographique.

## Articles

### Compilations d'articles
- « Les Sakalava-Menabe de la côte Ouest. La société et l'art funéraire », in Malgache qui es-tu ?, catalogue de l'exposition du Musée d'ethnographie de Neûchatel, 1973, p. 89-99.
- « Éléments pour une interprétation des formations idéologiques de la royauté Sakalava », in Asie du Sud-Est et Monde isulindien, vol. 4, n˚3, 1973, p. 73-84.
- « Le royaume Sakalave-Menabe. Résultats d'une enquête et présentation d'un corpus de traditions et de littératures orales », in Cahiers ORSTOM, série Sciences Humaines, vol. 13, cahiers 2, 1976, p. 173-202.
- « Notes prises de Morondava à Tsimanandrafouzana », cahiers n˚13 des notes manuscrites d'Alfred Grandidier. Texte présenté in Asie du Sud-Est et Monde insulindien, vol. 7, n˚4, 1976, p. 63-100.
- « Zatovo qui n'a pas été créé par Dieu », conte sakalava traduit et commenté in Asie du Sud-Est et Monde insulindien, vol. 7, n˚ 2-3, 1976, 1976, p. 165-223.
- Présentation du numéro spécial de Langues, Cultures et Sociétés de l'Océan Indien, ASEMI, vol. VIII, n˚34, 1977.
- « Le Fitampoha », in Cahiers ethnologiques, Ancêtres et Société à Madagascar, n° 6, nouveau série, université Bordeaux II, 1985, p. 51-56.
- « L'art et les ancêtres », in Madagascar. Arts de la vie et de la survie. Cahier du Musée des arts africains et océaniens, 8, 1989, p. 16-21.
- « Le bilo du coton ou la fête de l'argent », en coll. avec M. Fiéloux, in Les dynamiques internes de la transformation sociale, Cahiers des sciences humaines vol. 25, n° 4, 1989, p. 499-511.
- « Efiambelo », in catalogue de l'exposition Les Magiciens de la Terre, mai 1989, Musée d'art moderne (Centre G. Pompidou et Cité des Sciences), 1989, p. 134-35.
- « Propos échappés. Anthropologues, Anthropologie et Musées », Journal de l'AFA, n˚39, 30 mars 1990, p. 65-68.
- « Le devin et le talisman », in Le petit journal du Musée de l'Homme. Madagascar, fenêtres sur la vie, 1991, p. 4.
- « Le tromba », in Le petit journal du Musée de l'Homme. Madagascar, fenêtres sur la vie, 1991, p. 5.
- (avec S. Goedefroit) « Sépultures et nécropoles des sakalava du Menabe », in Le petit journal du Musée de l'Homme. Madagascar, fenêtres sur la vie. 1991, p. 7.
- (avec M.E. Gruénais, éd.) « Recherches scientifiques en partenariat », in Journal des anthropologues, n° 46, 1992, p. 11-14.
- « Une rencontre entre deux créativités », in Journal des anthropologues, n° 46, 1992, p. 15-22.
- (avec M. Fiéloux) « Faire la place la plus grande à l'imaginaire », in Cinémaction, 64, 1992, p. 192-197.
- « El arte malgache », in Altaïr, Barcelone, n° 4, 1992, p. 68-86.
- « Des tombeaux admirables », in Xoana, n° 1, 1993, p. 83-108.
- (avec M.Fiéloux) « Du premier frisson à la libre parole », in L’Autre, Cliniques et Cultures et Sociétés, n° 3, Pensée sauvage éditions, Grenoble, 2001, p. 455-473.
- « La daube, la matelote et le romazava : l'apprentissage de la sensibilité », in L’Autre n°18 (vol. 6, n°3), 2005.
- (avec Michèle Fiéloux) « Explorer et écrire avec l'image », Communication, n°80, 2006.
- « Droit à la parole et résistance des peuples face à la globalisation », in Quel développement à Madagascar, Études rurales n° 178, 2008.